# Sorgues
Sorgues  (okzitanisch: Sòrgas) ist eine französische Gemeinde mit 19.030 Einwohnern (Stand 1. Januar 2022) im Département Vaucluse in der Region Provence-Alpes-Côte d’Azur. Sie gehört zum Arrondissement Avignon und ist Mitglied im Gemeindeverband Communauté d’agglomération Les Sorgues du Comtat. Die Bewohner werden Sorguais und Sorguaises genannt.
Die Gemeinde erhielt 2023 die Auszeichnung „Zwei Blumen“, die vom Conseil national des villes et villages fleuris (CNVVF) im Rahmen des jährlichen Wettbewerbs der blumengeschmückten Städte und Dörfer verliehen wird.

## Lage und Wirtschaft
Die Stadt liegt in der historischen Provinz Provence an der Einmündung des Flusses Ouvèze in die Rhone. Die Rhone bildet bei Sorgues die Grenze zum Département Gard. 10 Kilometer südlich befindet sich Avignon. Sie liegt an der Eisenbahnlinie und der Autobahn A7 Lyon–Orange. Die Stadt wird geprägt durch die benachbarte Präfektur-Hauptstadt Avignon mit ihrer kulturhistorisch herausragenden Bedeutung. In der nördlichen Nachbarschaft befindet sich das berühmte Weinanbaugebiet Châteauneuf-du-Pape. Die Einwohnerzahl der Gemeinde ist in den 1970er Jahren durch größere Wohnblocksiedlungen am Ortsrand stark gewachsen. Sorgues verfügt über ein großes Industriegebiet in der Nähe der Autobahn. Es besitzt alle Schulzweige, Sporteinrichtungen und ein Schwimmbad. Deutsche Partnerstadt ist Wettenberg bei Gießen.
Umgeben wird Sorgues von den neun Nachbargemeinden:
| Roquemaure (Gard)                     | Châteauneuf-du-Pape                         | Bédarrides               |
| Sauveterre (Gard)                     | Kompassrose, die auf Nachbargemeinden zeigt |                          |
| Villeneuve-lès-Avignon (Gard) Avignon | Le Pontet Vedène                            | Entraigues-sur-la-Sorgue |

## Geschichte
Sorgues hat einen historischen Stadtkern. Die Siedlung wurde an einer Brücke (Pons Sorgte) über die Ouvèze gegründet und erlebte unter dem Hof der Päpste in Avignon im 14. Jahrhundert eine frühe Blüte. Eine Münzstätte und ein Papstschloss befanden sich hier.
In Sorgues wurde am 14. August 1944 der „Le Train fantôme“ neu formiert, ein Eisenbahnzug mit Deportierten, der 600 inhaftierte Antifaschisten, Mitglieder der Résistance und vor allem Juden in die deutschen Konzentrationslager von Ravensbrück und Dachau brachte. Nur wenige überlebten.

## Bevölkerungsentwicklung
| Sorgues: Einwohnerzahlen von 1793 bis 2016                                                                                 | Sorgues: Einwohnerzahlen von 1793 bis 2016 | Sorgues: Einwohnerzahlen von 1793 bis 2016 | Sorgues: Einwohnerzahlen von 1793 bis 2016 | Sorgues: Einwohnerzahlen von 1793 bis 2016 |
| --- | ------------------------------------------ | ------------------------------------------ | ------------------------------------------ | ------------------------------------------ |
| Jahr |                                            |                                            |                                            | Einwohner                                  |
| 1793 | 1793                                       |                                            | 1.500                                      | 1.500                                      |
| 1800 | 1800                                       |                                            | 1.372                                      | 1.372                                      |
| 1806 | 1806                                       |                                            | 1.562                                      | 1.562                                      |
| 1821 | 1821                                       |                                            | 1.891                                      | 1.891                                      |
| 1831 | 1831                                       |                                            | 2.518                                      | 2.518                                      |
| 1836 | 1836                                       |                                            | 2.797                                      | 2.797                                      |
| 1841 | 1841                                       |                                            | 3.045                                      | 3.045                                      |
| 1846 | 1846                                       |                                            | 3.175                                      | 3.175                                      |
| 1851 | 1851                                       |                                            | 3.300                                      | 3.300                                      |
| 1856 | 1856                                       |                                            | 4.085                                      | 4.085                                      |
| 1861 | 1861                                       |                                            | 4.775                                      | 4.775                                      |
| 1866 | 1866                                       |                                            | 4.769                                      | 4.769                                      |
| 1872 | 1872                                       |                                            | 4.550                                      | 4.550                                      |
| 1876 | 1876                                       |                                            | 4.169                                      | 4.169                                      |
| 1881 | 1881                                       |                                            | 4.006                                      | 4.006                                      |
| 1886 | 1886                                       |                                            | 4.122                                      | 4.122                                      |
| 1891 | 1891                                       |                                            | 4.047                                      | 4.047                                      |
| 1896 | 1896                                       |                                            | 4.161                                      | 4.161                                      |
| 1901 | 1901                                       |                                            | 4.248                                      | 4.248                                      |
| 1906 | 1906                                       |                                            | 4.260                                      | 4.260                                      |
| 1911 | 1911                                       |                                            | 4.307                                      | 4.307                                      |
| 1921 | 1921                                       |                                            | 4.617                                      | 4.617                                      |
| 1926 | 1926                                       |                                            | 5.039                                      | 5.039                                      |
| 1931 | 1931                                       |                                            | 5.367                                      | 5.367                                      |
| 1936 | 1936                                       |                                            | 5.508                                      | 5.508                                      |
| 1946 | 1946                                       |                                            | 7.307                                      | 7.307                                      |
| 1954 | 1954                                       |                                            | 7.879                                      | 7.879                                      |
| 1962 | 1962                                       |                                            | 10.538                                     | 10.538                                     |
| 1968 | 1968                                       |                                            | 13.624                                     | 13.624                                     |
| 1975 | 1975                                       |                                            | 15.037                                     | 15.037                                     |
| 1982 | 1982                                       |                                            | 17.112                                     | 17.112                                     |
| 1990 | 1990                                       |                                            | 17.236                                     | 17.236                                     |
| 1999 | 1999                                       |                                            | 17.539                                     | 17.539                                     |
| 2006 | 2006                                       |                                            | 18.411                                     | 18.411                                     |
| 2011 | 2011                                       |                                            | 18.222                                     | 18.222                                     |
| 2016 | 2016                                       |                                            | 18.301                                     | 18.301                                     |
| Quelle(n): EHESS/Cassini bis 1999, INSEE ab 2006 Anmerkung(en): Ab 1962 offizielle Zahlen ohne Einwohner mit Zweitwohnsitz |                                            |                                            |                                            |                                            |

## Sehenswürdigkeiten
- Die Pfarrkirche La Transfiguration wurde zwischen 1770 und 1774 errichtet.
- Die Kapelle Saint-Sixte stammt aus dem 12. Jahrhundert. Ihre Apsis ist seit 1949 als Monument historique eingeschrieben.
- Das Papstpalais wurde von 1317 bis 1324 erbaut. Die Hugenottenkriege versetzten dem Gebäude einen tödlichen Schlag, sodass es 1562 fast vollständig niederbrannte. Nach einem weiteren Brand wurden die Überreste des Palastes 1799 schließlich an Unternehmer verkauft, die das Gelände als Steinbruch nutzten. Der aufmerksame Besucher kann neben der als Hausmauer wiederverwendeten Umfassungsmauer noch die Anfänge einer der Türen erkennen, in der Altstadt eine Gruppe von Wohnhäusern und Überresten aus dem 14. Jahrhundert. Viele Häuser sowie die heutige Kirche wurden mit behauenen Steinen dieses Palastes gebaut.
- Das Schloss Brantes wurde im 18. und 19. Jahrhundert erbaut. Es ist in Teilen seit 1987 als Monument historique eingeschrieben, in weiteren Teilen seit 2016.
- Das Gebäude in der Rue Ducrès datiert aus dem 14. Jahrhundert und seine Fassade und sein Dach auf der Straßenseite sind seit 1991 als Monument historique eingeschrieben.
- Das Schloss Saint-Hubert oder Hôtel Saint-Hubert stammt aus dem 18. Jahrhundert. Seine Fassade und Überdachung sind seit 1949 als Monument historique eingeschrieben.
- Die Pont des Arméniers oder Pont des Arméniens wurde 1925 über einen Rhonearm errichtet und verbindet die Insel L’Oiselet mit dem linken Ufer. Sie ist seit 2001 als Monument historique eingeschrieben.
- Das Haus, genannt „De la Reine Jeanne“ ist eine Gruppe von Gebäuden aus dem 14. Jahrhundert und seit 1989 als Monument historique eingeschrieben.

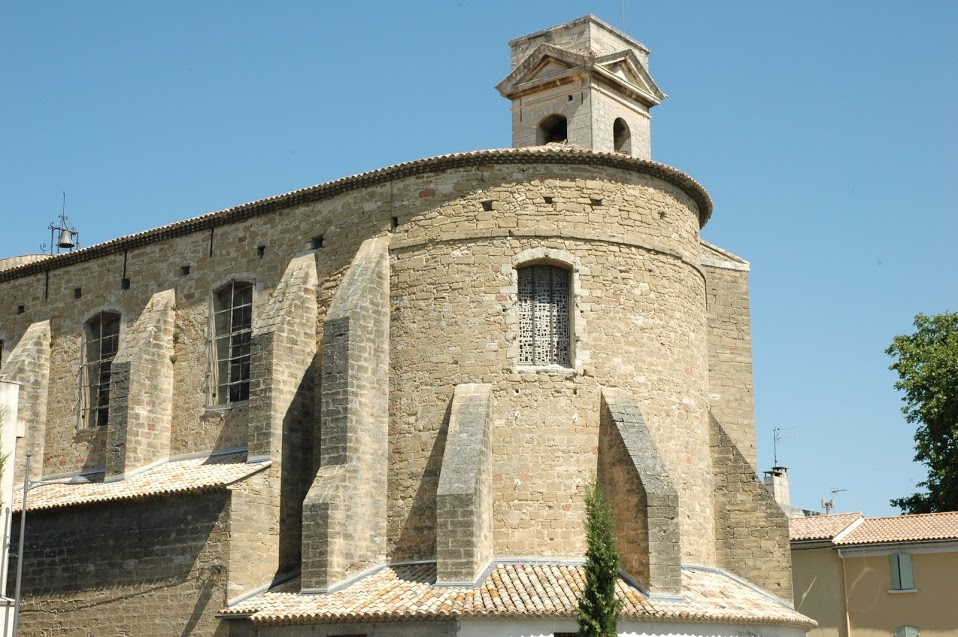
Pfarrkirche La Transfiguration
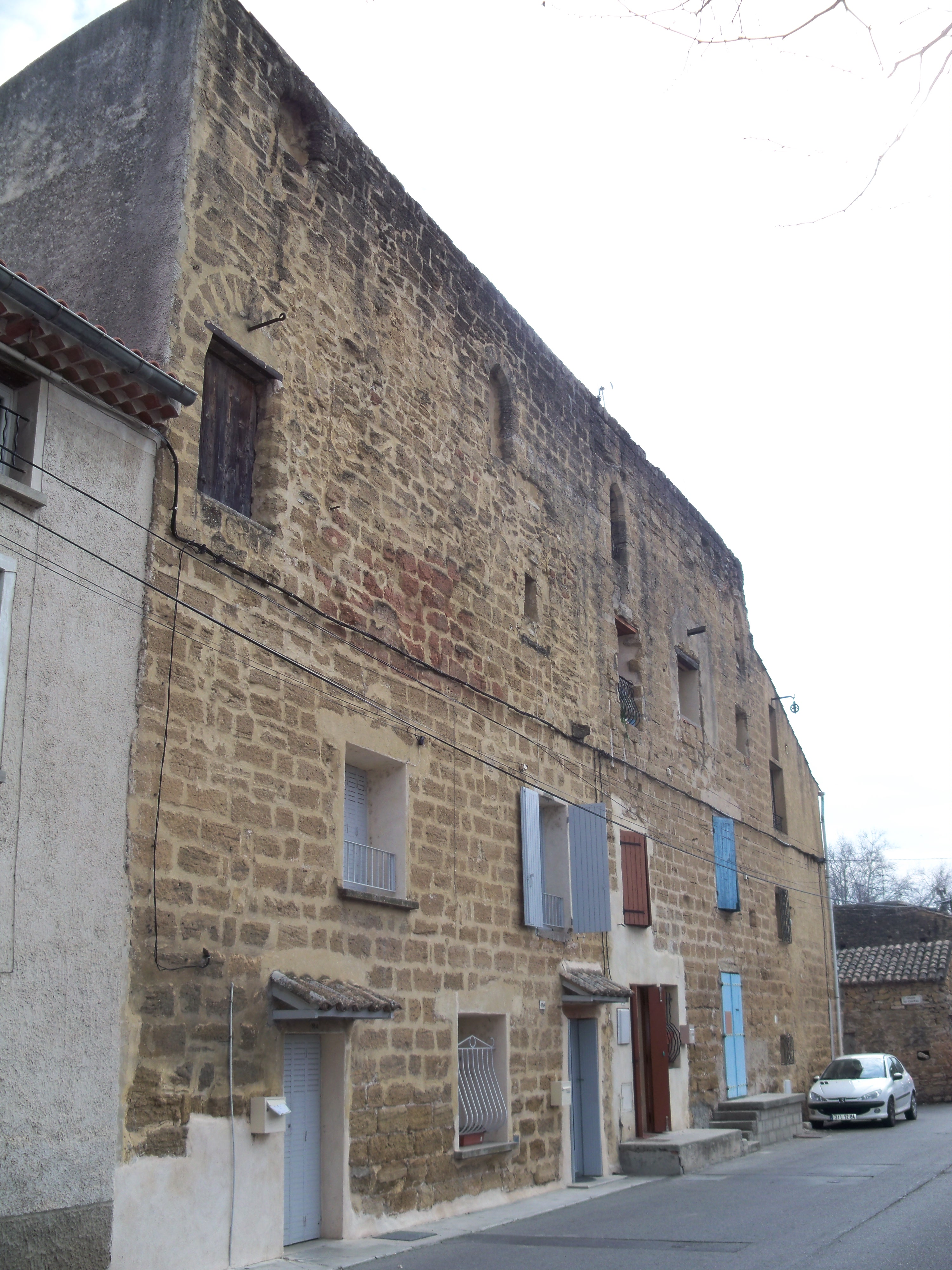
Reste des Papstpalais
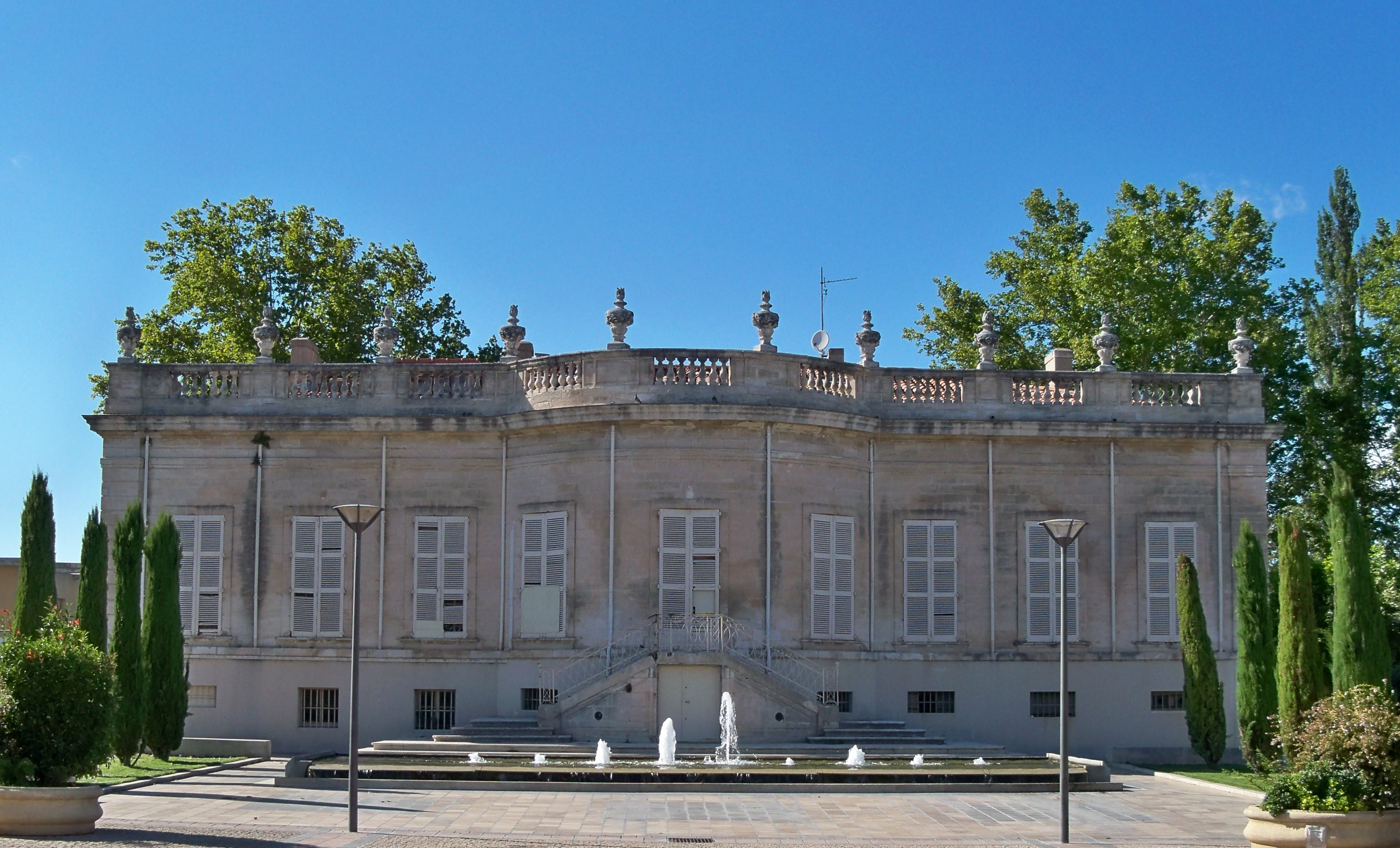
Schloss Saint-Hubert
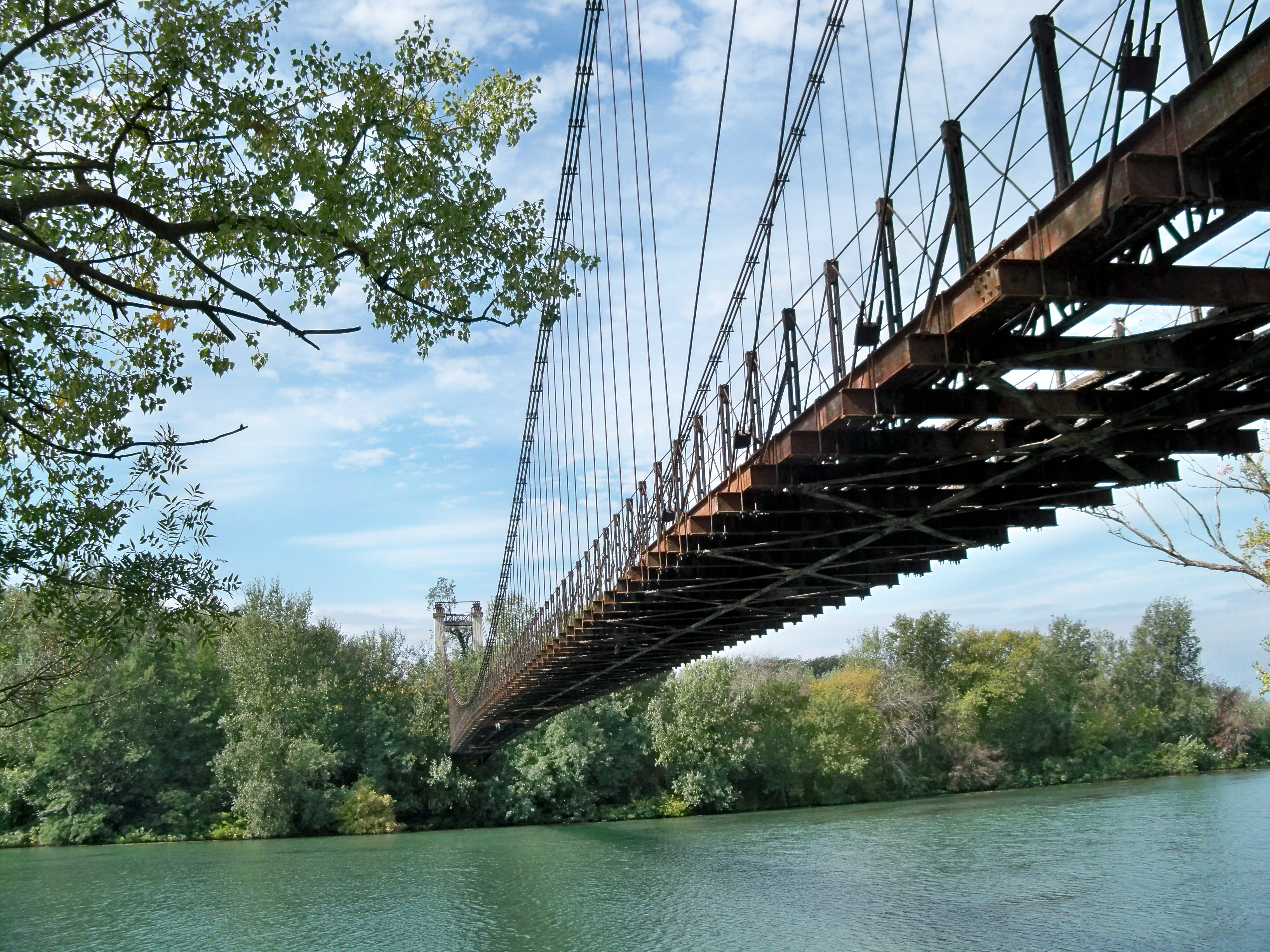
Pont des Arméniers
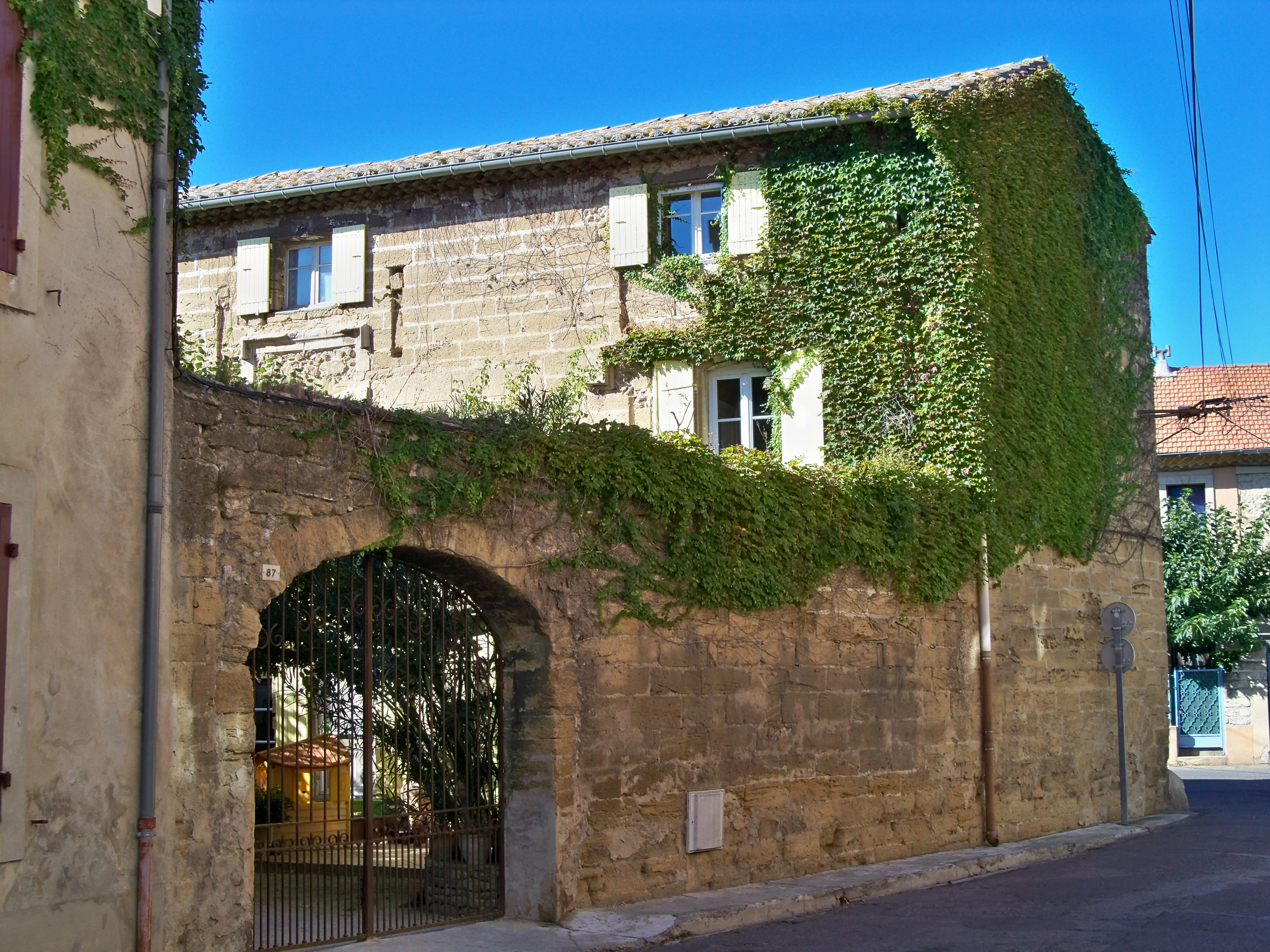
Haus „De la Reine Jeanne“

## Picasso und Braque
Im Sommer 1912 wohnten die beiden Maler Georges Braque und Pablo Picasso in Sorgues. In dieser Zeit entstanden eine Reihe sehr berühmter kubistischer Gemälde und die ersten Papiers collés. Braque kam bis 1930 immer wieder nach Sorgues zurück und verbrachte hier von 1915 bis 1917 die Zeit seiner Rekonvaleszenz nach einer Verletzung im Ersten Weltkrieg.

## Söhne der Stadt
- Jules Henri François Charles-Roux (1909–1999), französischer Diplomat
- Georges Roux (1919–2003), französischer Klassischer Archäologe